# Mrs 16重榴彈炮
Mrs 16重榴彈砲 （德語：21 cm Mörser 16），或稱21公分的Mörser16、21公分的LangeMörserM 16 / L14.5，是德國在第一次世界大戰和第二次世界大戰中使用的重型榴彈砲（儘管被德國軍方列為迫擊砲） 。

## 歷史與服役
它改良自早期的Mrs 10，將砲管原本的倍徑L/12提升至L/14.5(長度2.57m增至2.67m)、增加炮盾和其他改進。

初期它分為兩部分進行運輸，但是德軍在1930年代用橡膠圈鋼輪重建了僅存少量的火炮，以便在牽引帶的下方前輪整體牽引電動機，炮盾通常會拆除。

### 德國
德軍使用了兩個彈殼，重量為113（249磅）的21厘米Gr 18（爆炸材料）和21厘米的Gr 18 Be {cvt | 121.4 | kg | lb}}和 TNT的11.61（25.6磅）填充物。

Mrs 16參與了第一次世界大戰與第二次世界大戰，一直在第一線德軍中服役。

直到大約1939年後，開始被Mrs 18重榴彈炮取代，逐漸退居二線。除了用於後方訓練，另有裝備於第二戰區中的預備部隊。

### 瑞典
瑞典在1918年從德國購買了12門該砲，服役至1950年為止。

### 芬蘭
芬蘭在1939年的冬季戰爭期間，從瑞典手中購置了其中的4門，因芬蘭軍隊缺乏能夠拖曳沉重的Mar 16的牽引車輛，其未能參與作戰。
在1941年爆發的繼續戰爭之前，已經完成整頓。
瑞典人有自己的混凝土穿甲彈，重量為120.75（266.2磅），被芬蘭軍隊稱為210 tkrv 51 / 65-ps R- / 33，芬蘭人發現了這種散彈問題。戰後這些武器被保留起來，並一直保留到1960年代後期，然後被丟棄。

## 圖鑿

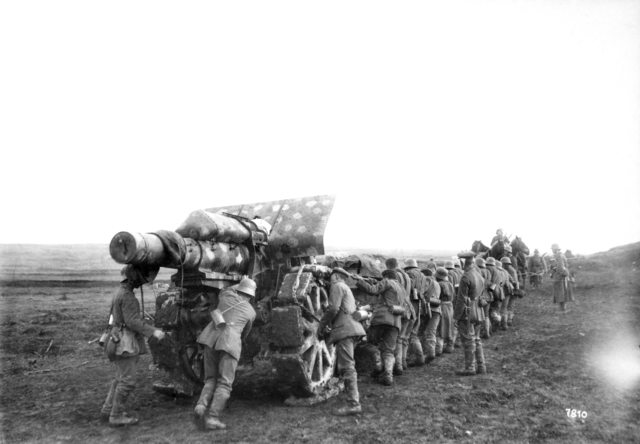
Moving into action, Ham, March 1918.
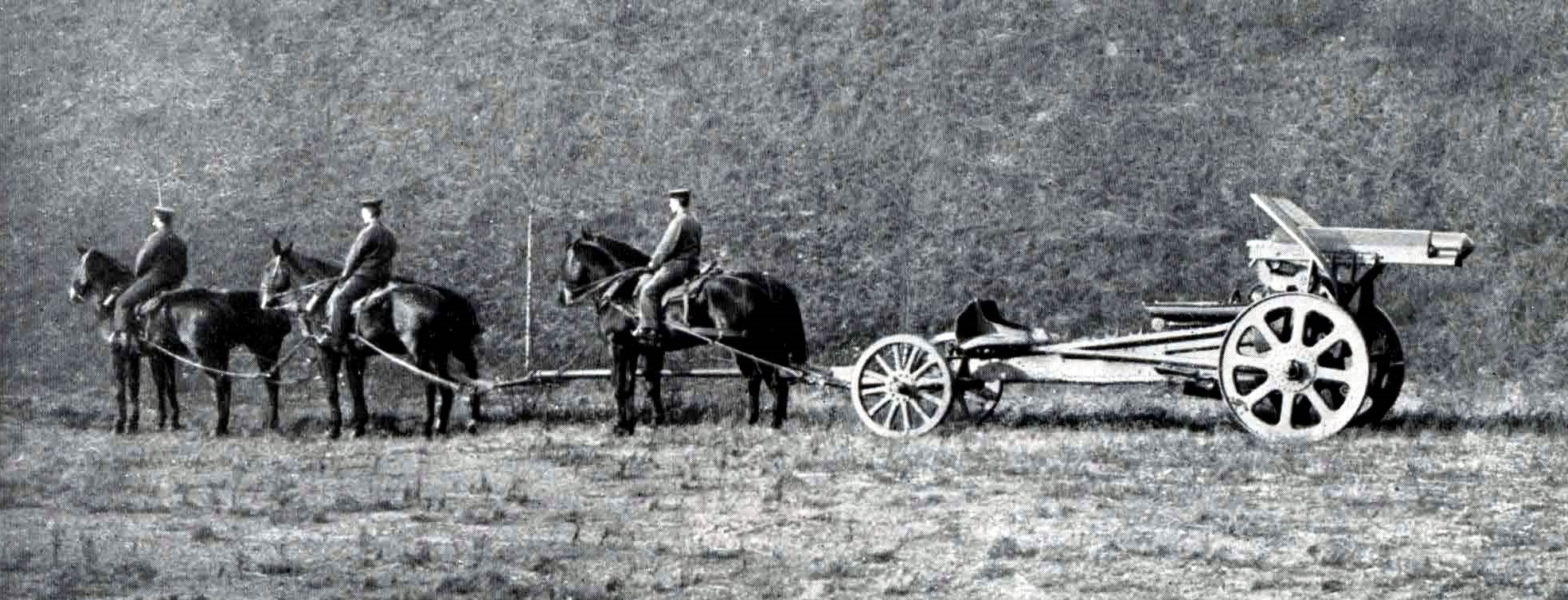
A 21 cm Mörser carriage being transported.
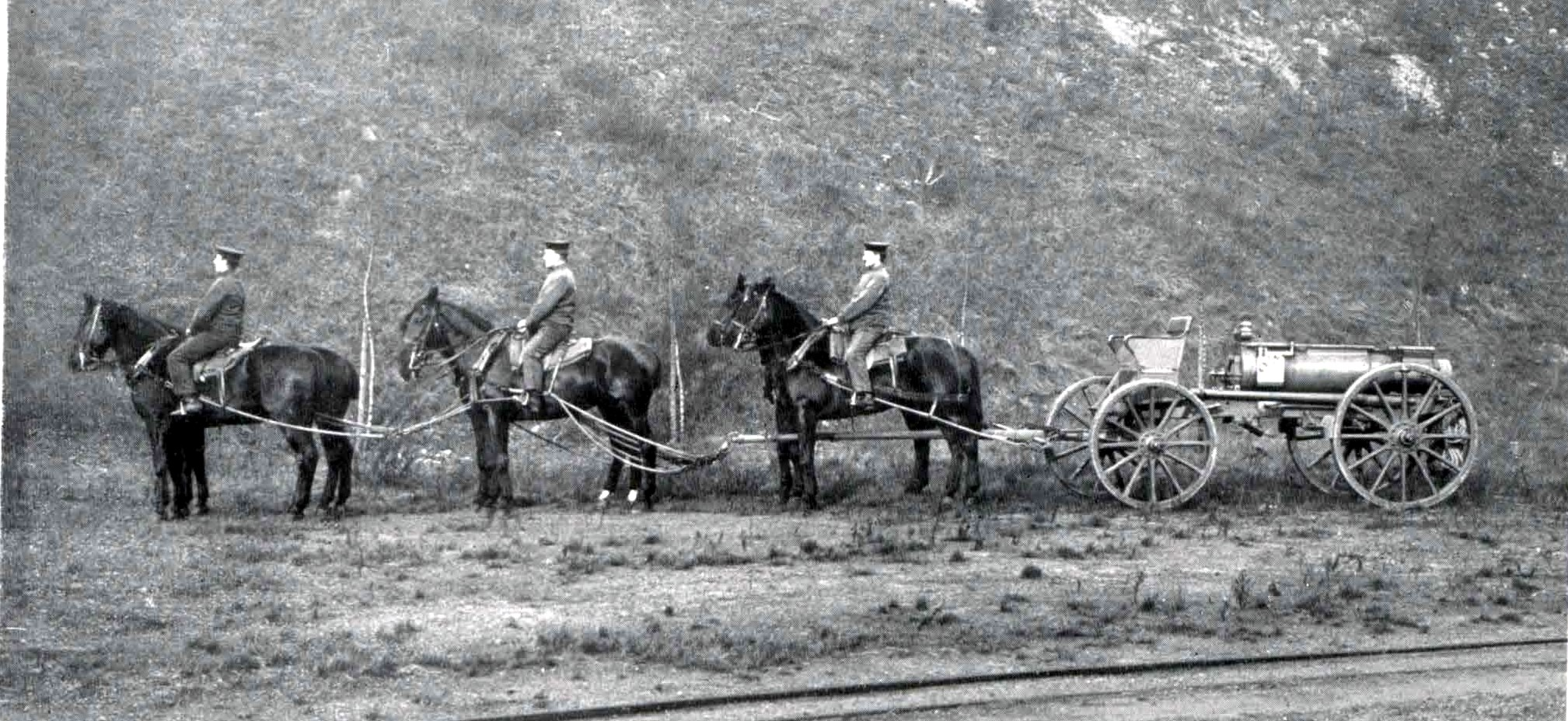
A 21 cm Mörser barrel being transported.

## 服役國家

### 第一次世界大戰
- 德意志帝國

### 第二次世界大戰
- 納粹德國
- 芬兰
- 瑞典

## 延伸閱讀
- Chamberlain, Terry Gander, Peter. . Garden City, N.Y.: Doubleday. 1979. ISBN 0-385-15090-3.
- Engelmann, Joachim. . West Chester, PA: Schiffer. 1991. ISBN 088740-322-0.
- Hogg, Ian. . New York: Barnes & Noble Books. 2000. ISBN 0-7607-1994-2.
- Jäger, Herbert.  1st. Marlborough: Crowood Press. 2001. ISBN 1-86126-403-8.
- Scheibert, Horst; Engelmann, Joachim.  [German Artillery 1934–1945 Documentation in Text, Sketches and Pictures Equipment, Structure, Training, Leadership, Deployment]. Limburg/Lahn, Germany: C. A. Starke. 1974. OCLC 256799792 （德语）.

## 外部連結
- Video clips on YouTube （页面存档备份，存于）
- 21 cm Mörser 10/16 on Landships
- the Mörser 16 on Jägerplatoon （页面存档备份，存于）
- List and pictures of World War I surviving 21cm Morsers 16 （页面存档备份，存于）